# 萬安磚窯廠
萬安磚窯廠，是一座位於臺灣臺東縣池上鄉的磚窯廠。已於2003年登錄臺東縣歷史建築。

## 沿革
萬安磚窯廠是在民國43年（1954年）由謝貼創設，之後在民國63年（1974年）換由莊訓祥經營。萬安磚窯廠所使用的窯為「登窯」，又稱目仔窯（目窯）或炊仔窯。
民國66年（1977年）因原有建築部分毀損而重修，整修後因為碰上東臺灣用磚黃金時期，每月產量高達36萬塊，銷售到富里、海端、池上、關山等地。另外磚窯廠旁原有一座蛇窯，但因附近土質不適合燒製而廢棄拆除。
到了民國78年（1989年），因為製磚原料黏土取得不易，且現代化自動窯取代傳統窯廠，萬安磚窯廠遂宣告停工。關廠當時建築仍保持完整，因具有教育與觀光價值，萬安社區將其開發為社區文化財，但在2003年12月10日因為地震而嚴重受損。同年（2003年）年底萬安磚窯廠公告為歷史建築後，文建會於2004年撥款先作支撐及庇護，2005年撥款作前5目之修復。
2022年9月17日晚上9時41分，台東縣關山鎮發生芮氏規模6.4有感地震，導致萬安磚窯廠的登窯坍崩，結構倒塌。

## 生產流程
萬安磚窯廠製磚過程中大量使用人力，整體生產流程為取土去石、機械攪和、置入模型、人工切割、日曬陰乾、進窯排置、封窯燒柴、高溫悶燒、熄火冷卻、開窯出磚。

## 建築
萬安磚窯廠佔地有1.5甲，而窯長56公尺、寬10公尺，第一目內部高1.9公尺。整座窯共有19目（窯坑），5個點火口（5支煙囪）。